# Mechket Slama
Mechket Slama est une magistrate et femme politique tunisienne. Elle est ministre des Finances depuis février 2025.

## Biographie
Avant sa nomination ministérielle, Mechket Slama est magistrate de l'ordre judiciaire du troisième grade et dirige la Commission nationale de réconciliation pénale. Elle est aussi membre du Conseil de la concurrence, qui relève du ministère du Commerce et du Développement.
Le 5 février 2025, elle est nommée ministre des Finances, succédant à Sihem Boughdiri,.